# Emerson Process Management
Emerson Process Management – firma należąca do amerykańskiego koncernu Emerson Electric Inc.
Światowy producent urządzeń automatyki przemysłowej min:
- Rozproszonych Systemów Sterowania
- Systemów Diagnostyki AMS
- Zaworów regulacyjnych
- Przepływomierzy
- Przetworników ciśnienia i różnicy ciśnień
- Analizatorów gazu i cieczy
- Czujników i przetworników temperatury

Do firmy należą takie marki jak Fisher®, Rosemount®, MicroMotion®, Daniel®, DeltaV®, AMS®.